# Fascination (film britannique, 1931)
Cet article concerne le film britannique de Miles Mander. Pour le film américain de Clarence Brown, voir Fascination.
Pour les articles homonymes, voir Fascination.
Fascination est un film britannique réalisé par Miles Mander, sorti en 1931.

## Fiche technique
- Titre : Fascination
- Réalisation : Miles Mander
- Scénario : Victor Kendall, d'après la pièce d'Eliot Crawshay-Williams
- Musique : John Reynders
- Production : Clayton Hutton
- Société de production : British International Pictures
- Société de distribution : Wardour Films et Powers Pictures Inc.
- Pays d'origine : Royaume-Uni
- Langue originale : anglais
- Format : noir et blanc — 35 mm — Mono
- Genre : Drame
- Durée : 70 minutes
- Date de sortie : Royaume-Uni : 15 juillet 1931

## Distribution
- Madeleine Carroll : Gwenda Farrell
- Carl Harbord : Larry Maitland
- Dorothy Bartlam : Vera Maitland
- Kay Hammond : Kay
- Kenneth Kove : Bertie
- Louis Goodrich : Colonel Farrington
- Roland Culver : Ronnie
- Freddie Bartholomew : un enfant
- Merle Oberon : la fleuriste